# Пантелеимон (Безенитис)
Митрополи́т Пантеле́имон (греч. Μητροπολίτης Παντελεήμων, в миру Анто́ниос Безенитис, греч. Αντώνιος Μπεζενίτης; 1938, Хиос — 2 июля 2014, Кератея) — епископ Элладской православной церкви, митрополит Аттикийский (1994—2005).

## Биография
В 1961 году окончил Богословский факультет Афинского университета.
12 марта 1961 года митрополитом Хиосским Пантелеимоном (Фостинисом) был хиротонисан во диакона, а в декабре 1963 года епископом Митилинским Иаковом (Клеомвротосом) был хиротонисан во пресвитера, после чего до 1969 года служил проповедником и протосингелом Хиосской митрополии.
В 1969—1971 годы обучался в аспирантуре во Франции: изучал герменевтику в Сорбонне, получил диплом с отличием за прохождение катехизическо-пастырского курса в Католическом университете Парижа и диплом в области французского языка.
В 1971—1974 году — проповедник и директор Христианского молодёжного центра Митилинской митрополии.
В 1974—1977 годы — возглавлял службу и богословский пансионат Апостольской Диаконии Элладской Православной Церкви. Одновременно — секретарь Синодального комитета по просвещению и прессе и секретарь-стенограф Священного Синода, настоятель Никольского Птохокомийского храма в Афинах.
4 сентября 1977 года хиротонисан во епископа и возведён в достоинство митрополита Закинфского.
На этой должности представлял Элладскую Церкви в экуменической комиссии церквей стран Европейского Союза (1982—1985). Являлся исполнительным директором Хозяйственного управления Элладской Церкви.
С 25 мая 1994 года — митрополит Аттикийский.
В 2005 году в эфире одного из афинских телеканалов были продемонстрированы компрометирующие записи телефонных разговоров архиерея. В феврале 2005 года Священный Синод Элладской Православной Церкви после расследования в отношении него обвинений в коррупции и подозрений в незаконном давлении на суд с целью освобождения из-под стражи уголовных преступников отстранил его от исполнения обязанностей главы Аттикийской митрополии на полгода, а также запретил ему на этот срок служить в Церкви.
31 марта того же года против митрополита было возбуждено уголовное дело по обвинению в хищении 100 миллионов драхм (более 290 тысяч евро) из одного из подведомственных ему монастырей в 1996—1997 годы. 13 апреля того же года Афинская прокуратура возбудила против него новое дело — по обвинению в отмывании денег полученных преступным путём. Выяснилось, что на его банковском счету находилось около миллиарда драхм (почти три миллиона евро).
8 августа 2005 года Священный синод Элладской православной церкви единогласным решением объявил о лишении его Аттикийской кафедры. Сам он не согласился с решением синода, увидев в своём низложении происки архиепископа Афинского и всей Эллады Христодула.
В июне 2006 года был приговорён к восьми годам тюрьмы условно за присвоение около 66,5 млн драхм (195 тыс. евро), принадлежавших одному из монастырей подведомственной ему епархии. С приговором он не согласился, неоднократно обращался в Синод Элладской церкви с просьбой вернуть его к управлению епархией, однако всякий раз получал однозначный отказ.
В мае 2009 года Священным синодом Элладской православной церкви был лишён сана, став простым монахом. В июле 2012 года Священный синод отказал ему в прошении о восстановлении в архиерейском достоинстве.
2 июля 2014 года был найден мёртвым на пляже города Кератея в Аттике, Греция, недалеко от своей дачи. В тот же день архиепископ Афинский и всей Эллады Иероним II, после консультации с иерархами Священного синода Элладской церкви, разрешил применить икономию в отношении бывшего митрополита и позволить его погребение архиерейским чином.